# Trojanovice
Trojanovice (en allemand : Trojanowitz) est une commune du district de Nový Jičín, dans la région de Moravie-Silésie, en République tchèque. Sa population s'élevait à 2 687 habitants en 2021.

## Géographie
Trojanovice se trouve à 4 km au sud-est de Frenštát pod Radhoštěm, à 19 km au sud-est de Nový Jičín, à 34 km au sud-ouest d'Ostrava et à 280 km à l'est-sud-est de Prague.

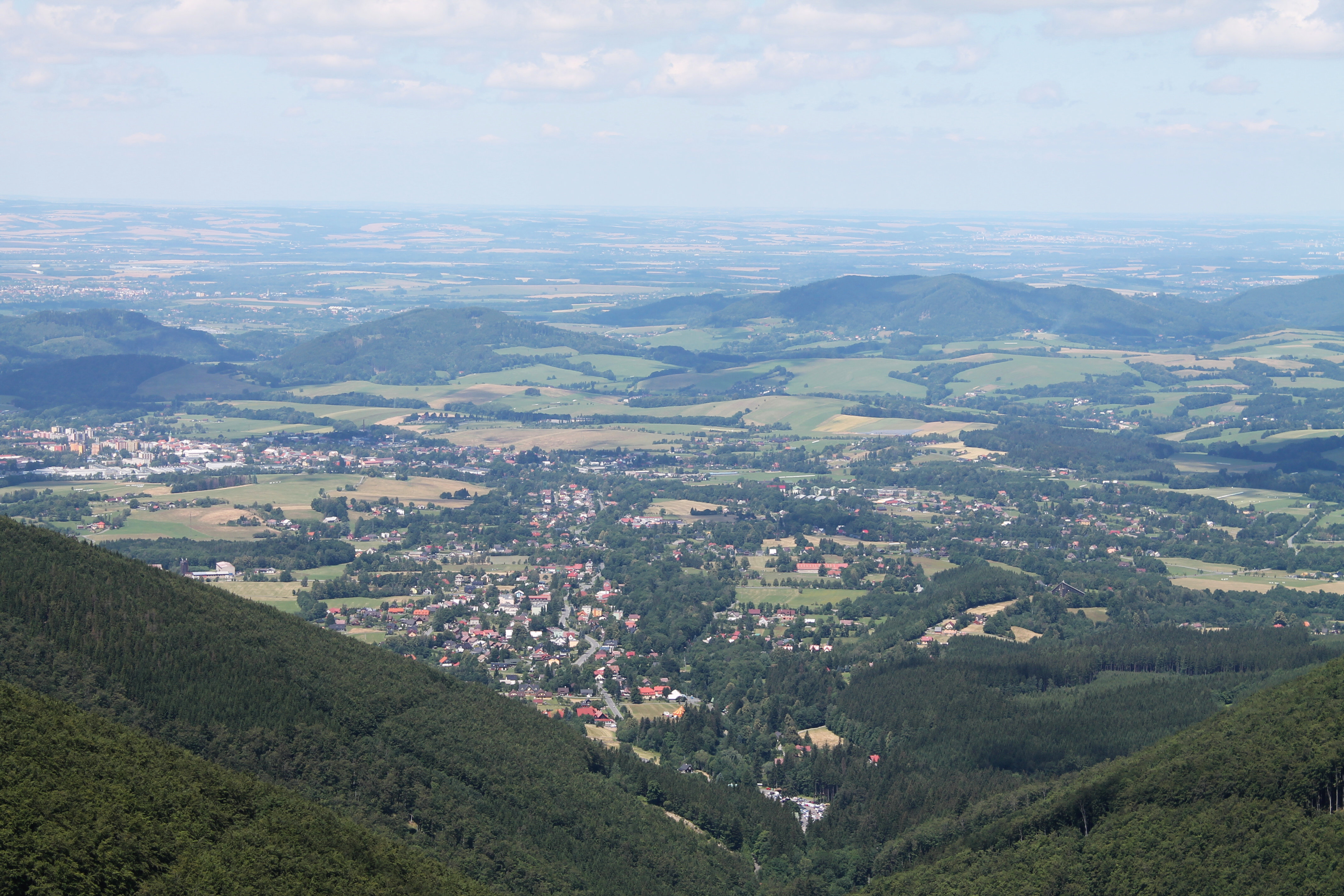
Trojanovice : vue générale depuis le mont Radegast (1106 m).

La commune est limitée par Bordovice, Frenštát pod Radhoštěm et Kunčice pod Ondřejníkem au nord, par Čeladná à l'est, par Prostřední Bečva et Dolní Bečva au sud, par Rožnov pod Radhoštěm au sud-ouest et par Veřovice au nord-ouest.

## Histoire
L'origine de la localité remonte probablement au début du XIVe siècle. Après l'annexion de la Bohême et de la Moravie par l'Allemagne nazie, la localité reçut son ancien nom de Troyersdorf. En 1940, le téléphérique Ráztoky-Pustevny fut mis en service ; c'était une installation unique au monde à l'époque. Après la Seconde Guerre mondiale, Trojanovice fut rattachée au district de Frenštát pod Radhoštěm, puis en 1961 à celui de Frýdek-Místek.

## Transports
Par la route, Trojanovice se trouve à 4 km de Frenštát pod Radhoštěm, à 25 km de Nový Jičín, à 46 km d'Ostrava et à 348 km de Prague.